# ناحية لطف أباد
ناحية لطف أباد (بالفارسية: بخش لطف‌آباد) هي ناحية في مقاطعة درغز، محافظة خراسان رضوي، إيران. حسب إحصاء 2016، عدد سكان الناحية 9432 فردا في 2958 عائلة. بالناحية مدينة واحدة هي لطف أباد، وبها منطقتان ريفيتان هما قسم زنغلانلو الريفي وقسم ديباج الريفي.